# Juan Pablo Barucca
Juan Pablo Barucca (5 de julio de 1987, La Carlota, Provincia de Córdoba) es un piloto argentino de automovilismo de velocidad. Desarrolló su carrera deportiva de manera casi íntegra, en automóviles de turismo, debutando en el año 2009 en la divisional Top Race Junior. Compitió también en las divisionales TC Pista Mouras y TC Mouras de la Asociación Corredores de Turismo Carretera, obteniendo grandes resultados. En el año 2013 peleó por el campeonato de TC Mouras, siendo relegado por quien terminaría saliendo campeón, Alan Ruggiero.

## Biografía
Nacido en la localidad cordobesa de La Carlota e iniciado en los zonales de karts de su Provincia, Barucca tuvo su primer contacto con un automóvil de turismo, al debutar en la sexta fecha de la temporada 2009 de la Top Race Junior. En aquel entonces, iniciaría su camino al comando de un Chevrolet Vectra II del equipo UTN Competición, cerrando el año en la 13.ª ubicación. 
En el año 2010 tendría su primera actuación desdoblada. En el primer semestre continuó compitiendo en el Top Race Junior, disputando la Copa América 2010, trofeo que había sido puesto en juego por Top Race en las primeras seis fechas del año. Sin embargo, tras la finalización de este certamen, el equipo se disolvería y Barucca abandonaría la categoría, quedando efímeramente inactivo. Su pausa finalmente terminaría el 29 de agosto de 2013, al debutar en la divisional TC Pista Mouras de la ACTC, donde le sería confiada una unidad Ford Falcon del equipo Mar del Plata Motorsport. En su debut en la categoría, alcanzaría el podio al subir en el tercer lugar. Finalmente, cerraría el campeonato en la 15.ª ubicación, con solo 5 carreras disputadas.
El año 2011 sería su año de consolidación dentro del TC Pista Mouras, cuando tras nueve fechas (sin contar las 5 del año 2010), alcanzaría su primer triunfo en la 10.ª fecha corrida el 4 de septiembre de 2013. Ese mismo año, arrancaría con un podio al comando del Ford Falcon, compitiendo durante las primeras 9 fechas. Tras estas competencias, decidiría cambiar de marca al pasar a competir con un Dodge Cherokee del equipo de Jorge Alifraco. El estreno de aquella unidad no pudo ser mejor, dado que con este modelo obtuvo su primer triunfo, el mismo día de su estreno. Con todo ello, finalmente consiguió clasificar a la fase de definición, cerrando el año en la 7ª Posición y obteniendo el ascenso a la divisional TC Mouras.
En el año 2012 debuta finalmente en el TC Mouras, compitiendo con un Dodge asistido por Adrián "Taco" De Santo. En las primeras cuatro fechas los resultados no acompañaron, por lo que resolvió para la siguiente pasar a competir dentro del equipo UR Racing. A pesar del cambio, tras esta competencia se ausentó en la sexta fecha y retornó en la séptima pero ya al comando de un Chevrolet Chevy. Tras dos competencias con muy malos resultados, volvió a ausentarse en la novena fecha para volver a cambiar de equipo, presentándose en la décima fecha nuevamente con Chevrolet, pero dentro del equipo Dole Racing.
En el 2013 Barucca desarrolló su segunda temporada en el TC Mouras y la primera temporada completa, volviendo nuevamente con el Chevrolet del año pasado, dentro del Dole Racing. En esta temporada Barucca volvió al triunfo alcanzado el máximo escalón del podio en tres ocasiones y logrando nuevamente clasificar a la etapa de definición, sin embargo, a pesar de ser el mejor representante de su marca, los resultados obtenidos no alcanzaron para proclamarse campeón, finalizando la temporada en la cuarta colocación.

## Trayectoria
| Año  | Categoría                                    | Marca               |
| ---- | -------------------------------------------- | ------------------- |
| 2009 | Debut en Top Race Junior                     | Chevrolet Vectra II |
| 2010 | Copa América 2010 Top Race Junior            | Chevrolet Vectra II |
| 2010 | Debut en TC Pista Mouras                     | Ford Falcon         |
| 2011 | TC Pista Mouras                              | Ford Falcon         |
| 2011 | TC Pista Mouras                              | Dodge Cherokee      |
| 2012 | Debut en TC Mouras                           | Dodge Cherokee      |
| 2012 | Debut en TC Mouras                           | Chevrolet Chevy     |
| 2013 | TC Mouras                                    | Chevrolet Chevy     |
| 2014 | Debut en TC Pista                            | Chevrolet Chevy     |
| 2015 | TC Pista                                     | Chevrolet Chevy     |
| 2015 | TC Pista                                     | Torino Cherokee     |
| 2016 | TC Pista                                     | Torino Cherokee     |
| 2016 | Invitado a la Olavarría 500 (debut en TC)    | Torino Cherokee     |
| 2017 | TC Pista                                     | Torino Cherokee     |
| 2017 | TC Pista                                     | Chevrolet Chevy     |
| 2017 | Invitado a los 1000 km de Buenos Aires de TC | Torino Cherokee     |
| 2018 | TC Pista, 4 carreras                         | Torino Cherokee     |
| 2018 | Invitado a los 1000 km de Buenos Aires de TC | Chevrolet Chevy     |
| 2019 | Debut en Top Race V6                         | Fiat Tipo II        |

- [2]

### Trayectoria en Top Race
| Temporada | Categoría       | Vehículo            | Equipo             | Posición final  |
| --------- | --------------- | ------------------- | ------------------ | --------------- |
| 2009      | Top Race Junior | Chevrolet Vectra II | UTN Competición    | 13º (40 puntos) |
| CA 2010   | Top Race Junior | Chevrolet Vectra II | UTN Competición    | 13º (21 puntos) |
| 2019      | Top Race V6     | Fiat Tipo II        | Fiat Top Race Team | 15º (10 puntos) |

### Resultados completos TC Pista Mouras
| Temporada                | Temporada      | Fechas | Fechas | Fechas | Fechas | Fechas | Fechas | Fechas | Fechas | Fechas | Fechas | Fechas | Fechas | Fechas | Fechas | Posición final     |
| Equipo                   | Automóvil      | Fechas | Fechas | Fechas | Fechas | Fechas | Fechas | Fechas | Fechas | Fechas | Fechas | Fechas | Fechas | Fechas | Fechas | Posición final     |
| ------------------------ | -------------- | ------ | ------ | ------ | ------ | ------ | ------ | ------ | ------ | ------ | ------ | ------ | ------ | ------ | ------ | ------------------ |
| 2010                     | 2010           | 01     | 02     | 03     | 04     | 05     | 06     | 07     | 08     | 09     | 10     | 11     | 12     | 13     | 14     | 15º (47.00 puntos) |
| Mar del Plata Motorsport | Ford Falcon    | NP     | NP     | NP     | NP     | NP     | NP     | NP     | NP     | NP     | 3º     | 15     | 6º     | 2º     | 20     | 15º (47.00 puntos) |
|                          |                |        |        |        |        |        |        |        |        |        |        |        |        |        |        |                    |
| 2011                     | 2011           | 01     | 02     | 03     | 04     | 05     | 06     | 07     | 08     | 09     | 10     | 11     | 12     | 13     | 14     | 7º (104.50 puntos) |
| Mar del Plata Motorsport | Ford Falcon    | 3º     | 7º     | 25     | 4º     | 17     | 8º     | 7º     | 10     | 25     | NP     | NP     | NP     | NP     | NP     | 7º (104.50 puntos) |
| Jorge Alifraco Racing    | Dodge Cherokee | NP     | NP     | NP     | NP     | NP     | NP     | NP     | NP     | NP     | 1º     | 36     | 10     | 12     | 5º     | 7º (104.50 puntos) |

### Resultados completos TC Mouras
| Temporada              | Temporada       | Fechas | Fechas | Fechas | Fechas | Fechas | Fechas | Fechas | Fechas | Fechas | Fechas | Fechas | Fechas | Fechas | Fechas | Posición final     |
| Equipo                 | Automóvil       | Fechas | Fechas | Fechas | Fechas | Fechas | Fechas | Fechas | Fechas | Fechas | Fechas | Fechas | Fechas | Fechas | Fechas | Posición final     |
| ---------------------- | --------------- | ------ | ------ | ------ | ------ | ------ | ------ | ------ | ------ | ------ | ------ | ------ | ------ | ------ | ------ | ------------------ |
| 2012                   | 2012            | 01     | 02     | 03     | 04     | 05     | 06     | 07     | 08     | 09     | 10     | 11     | 12     | 13     | 14     | 19º (77.75 puntos) |
| Taco Competición       | Dodge Cherokee  | 7º     | 19     | 8º     | 10     |        |        |        |        |        |        |        |        |        |        | 19º (77.75 puntos) |
| UR Racing              | Dodge Cherokee  |        |        |        |        | 21     |        |        |        |        |        |        |        |        |        | 19º (77.75 puntos) |
| UR Racing              | Chevrolet Chevy |        |        |        |        |        |        | 9º     | 25     |        |        |        |        |        |        | 19º (77.75 puntos) |
| Dole Racing            | Chevrolet Chevy |        |        |        |        |        |        |        |        |        | 13     | 23     | 12     | 20     | 21     | 19º (77.75 puntos) |
|                        |                 |        |        |        |        |        |        |        |        |        |        |        |        |        |        |                    |
| 2013                   | 2013            | 01     | 02     | 03     | 04     | 05     | 06     | 07     | 08     | 09     | 10     | 11     | 12     | 13     | 14     | 4º (513.50 puntos) |
| Speed Agro Dole Racing | Chevrolet Chevy | 1º     | 2º     | 13     | 15     | 12     | 16     | 14     | 2º     | 17     | 6º     | 1º     | 1º     | 18     | 6º     | 4º (513.50 puntos) |